# Harrisius montanus
Harrisius montanus är en tvåvingeart som först beskrevs av Frederick Askew Skuse 1889.  Harrisius montanus ingår i släktet Harrisius och familjen fjädermyggor. Inga underarter finns listade i Catalogue of Life.